# Naissance en 1348
Naissance
- 1344
- 1345
- 1346
- 1347
- 1348
- 1349
- 1350
- 1351
- 1352

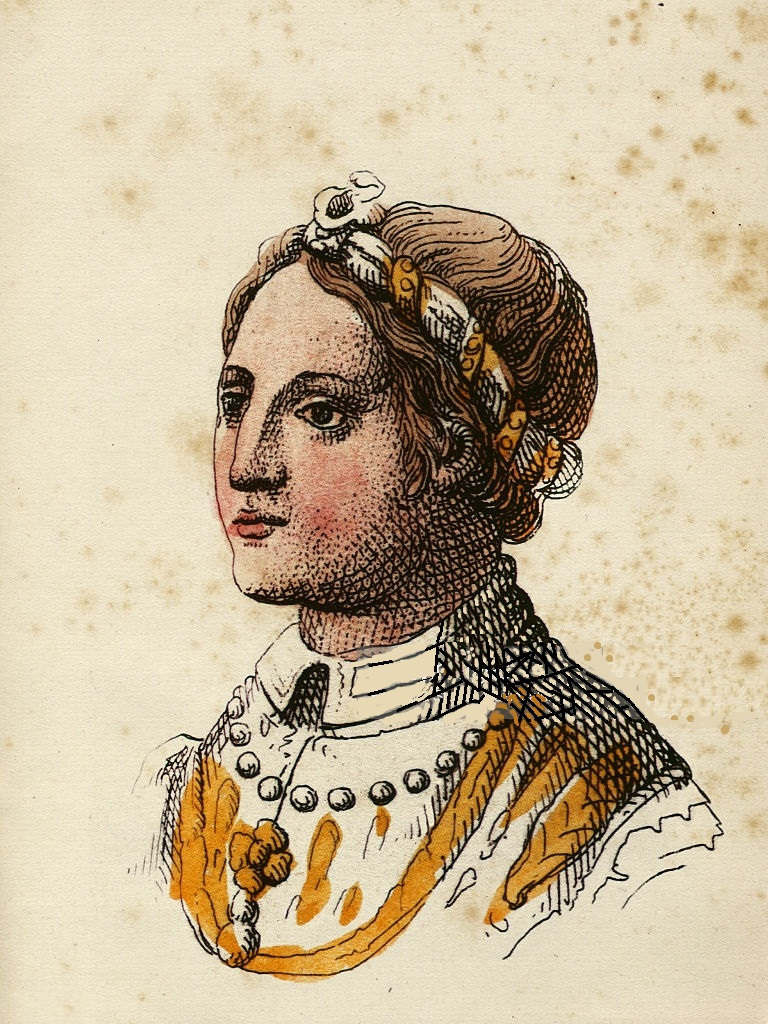
Isabelle de France, née en 1348.

Cette page dresse une liste de personnalités nées au cours de l'année 1348  :
- 11 avril : Andronic IV Paléologue, empereur byzantin.
- 1er octobre : Isabelle de France, duchesse de Milan et comtesse de Vertus.

- Nikola Altomanović, župan serbe.
- Andrés Dias de Escobar,  évêque de Ciudad Rodrigo, puis de Tabor, d'Ajaccio et de Megara.
- Philippe de la Vache, chevalier anglais issu de famille gasconne était un propriétaire terrien du Buckinghamshire.
- Venceslas II de Legnica, prince Piast qui fut évêque de Lubin puis de Wroclaw et duc de Legnica.
- Antoine II de Montefeltro, militaire et condottiere italien, comte d'Urbino.
- Guillaume Fillastre, évêque de Saint-Pons-de-Thomières, archevêque d'Aix.

date incertaine (vers 1348)
- Casimir III de Poméranie, duc de Poméranie-Szczecin.

## Crédit d'auteurs
- Cet article est partiellement ou en totalité issu de l'article intitulé « 1348 » (voir la liste des auteurs).